# C20H30N2O3
化学式C20H30N2O3（摩尔质量：346.471 g/mol）可以指：
- 吗哌利定（英语：Morpheridine），CAS号：469-81-8
- 16-羟基夫拉扎勃，CAS号：148615-14-9
- 13-惕格酰氧基白羽扇豆碱，CAS号：57943-34-7
- 13-当归酰氧基白羽扇豆碱，CAS号：57943-35-8
- DEMPDHPCA-2C-D，CAS号暂未注册

|  | 这个同类索引页列出了具有相同分子式的化学物（即同分異構體）条目。 除非您是有意链接至本页，否则应将相应条目的内部链接指向正确的条目。 |